# Arc escarser

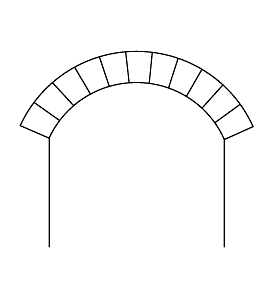
Arc escarser rebaixat

L'arc escarser és un tipus d'arc de mig punt simètric que consisteix en un sector circular que té el centre per sota de la línia d'impostes. Se sol trobar en els ponts pel fet que presenta una major secció de desguàs que un arc de mig punt equivalent.

## Característiques
L'arc escarser és, per tant, un sector de circumferència. Aquest arc es diferencia de l'arc de mig punt en què el centre del sector es troba per sota de la línia d'impostes (nivell de les arrencades), fent que en els salmers el sector de circumferència no faci una tangència, formant per tant una espècie de cantonada. En algunes ocasions s'ha titllat d'arc poc estètic per l'existència d'aquesta cantonada. Se sol trobar en els ponts pel fet que presenta una major secció de desguàs que un arc de mig punt equivalent, sense elevar la rasant de la via.

## Usos
Quan es troba aquest arc sobre una porta, o finestra, se sol denominar "escarsera", i el seu arc sol correspondre a la sisena part d'una circumferència (és a dir 60º). S'acostuma a posar sobre les portes i finestres per tancar-les amb més seguretat per dalt. En algunes ocasions es troba aquest arc combinat amb una llinda de reforç. En geometria s'anomenava arc escarser a l'arc menor d'una semicircumferència. Aquest tipus d'arc es va fer servir en l'arquitectura romana i al romànic.